# Mission (meubels)

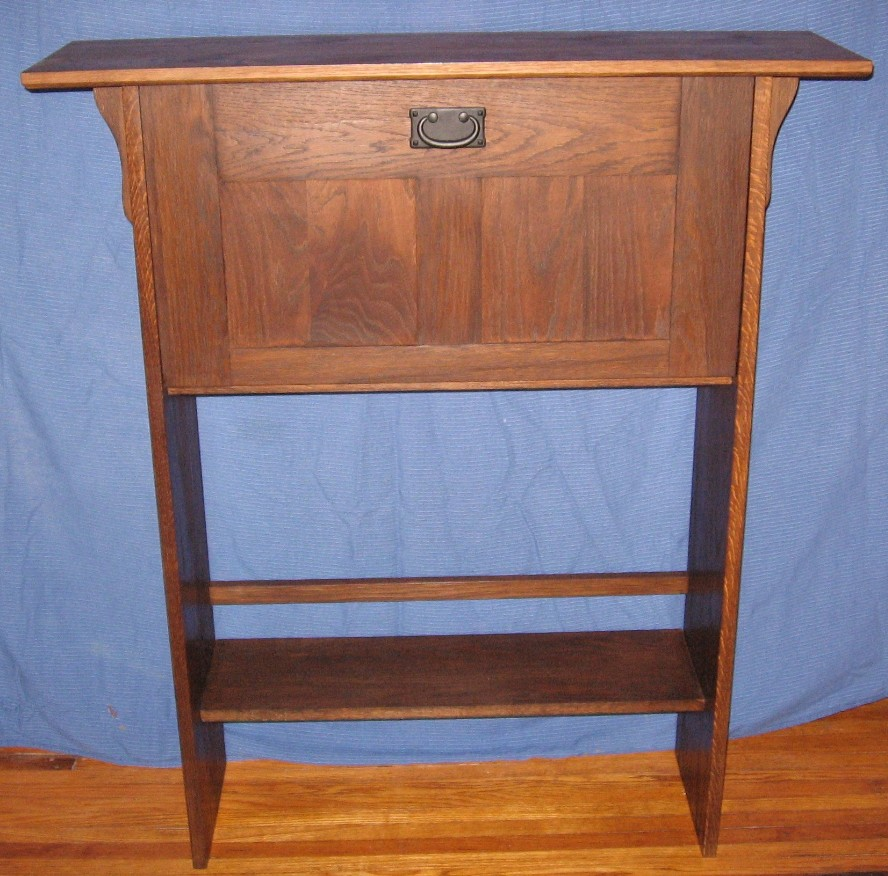
Likeurkastje in Missionstijl

Mission is een meubilairstijl die op het einde van de 19e eeuw ontstond. De stijl gaat terug op een stoel gemaakt door A.J. Forbes voor de Swedenborgiaanse kerk van San Francisco (Californië). De term Mission-meubilair werd gepopulariseerd door Joseph P. McHugh uit New York, een meubelmaker en -verkoper die de stoelen van Forbes namaakte en een reeks stilistisch gelijkaardige producten maakte. Het woord mission verwijst naar de Spaans-koloniale missies in Californië, alhoewel de ontwerpen van de Mission-meubelstijl maar weinig gemeen hebben met de oorspronkelijke meubels uit die missieposten.
De Missionstijl werd populair na de Pan-Amerikaanse tentoonstelling die in 1901 in het New Yorkse Buffalo plaatsvond. De stijl werd veelal geassocieerd met de Amerikaanse arts-and-craftsbeweging. De stijl kenmerkt zich door gebruik van eenvoudige horizontale en verticale lijnen en vlakke panelen die de houtnerf goed tot uitdrukking laten komen.